# Piper zeylanicum
Piper zeylanicum är en pepparväxtart som beskrevs av Friedrich Anton Wilhelm Miquel. Piper zeylanicum ingår i släktet Piper och familjen pepparväxter. Inga underarter finns listade i Catalogue of Life.